# Севанський півострів
Севанський півострів (вірм. Սեւանի թերակղզի) — півострів у Вірменії, в північно-західній частині озера Севан. До падіння рівня води озера півострів мав статус острова.
Тут розташовані: монастир Севанаванк, духовна семінарія Вазгенян, пристань, дача президента Вірменії, вертолітний майданчик. На півострові будується пляж площею 1,47 га. Площа півострова становить близько 0,95 км² і стає з роками все менше у зв'язку з підняттям рівня води озера.

widths="170px"
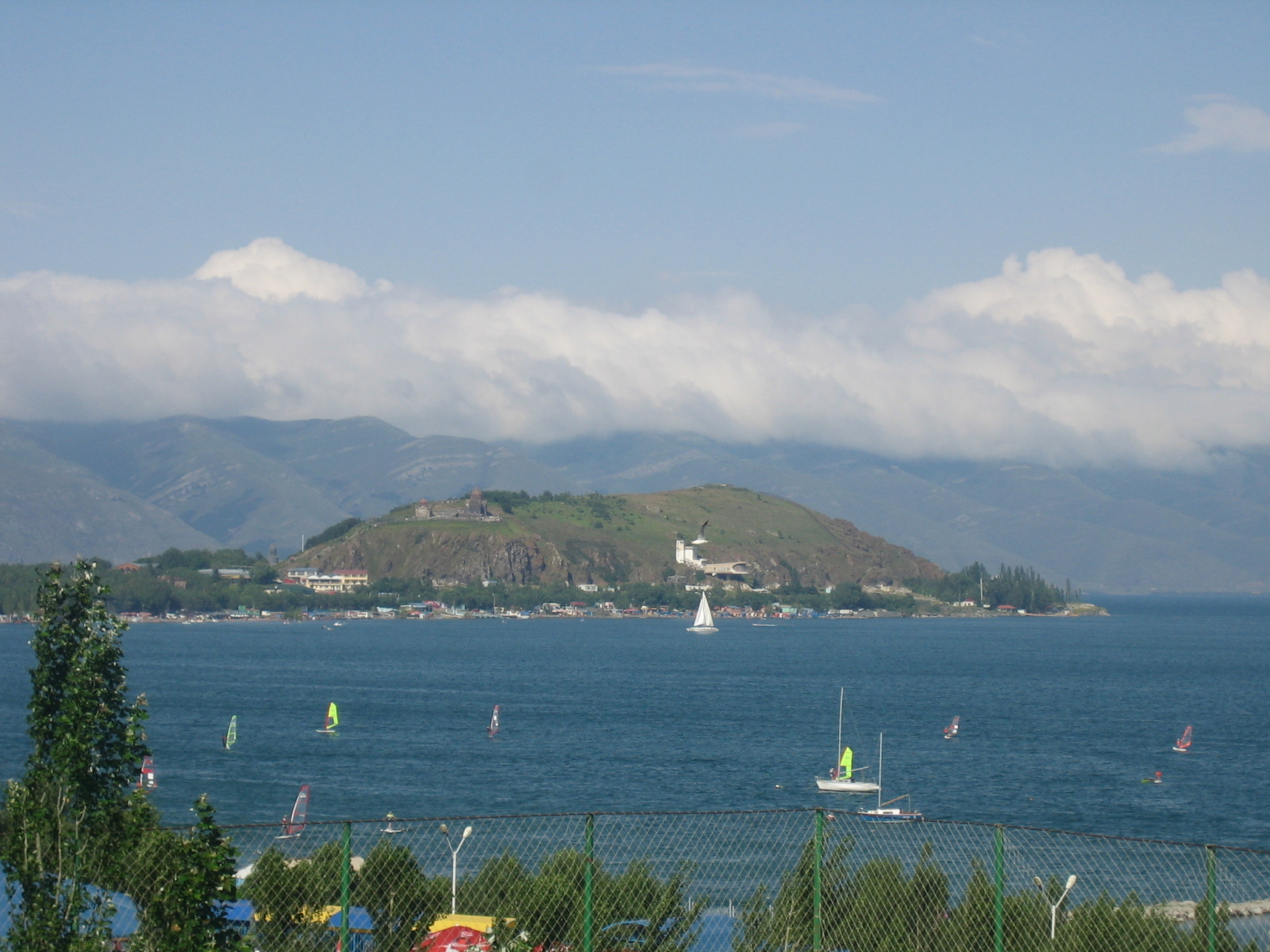
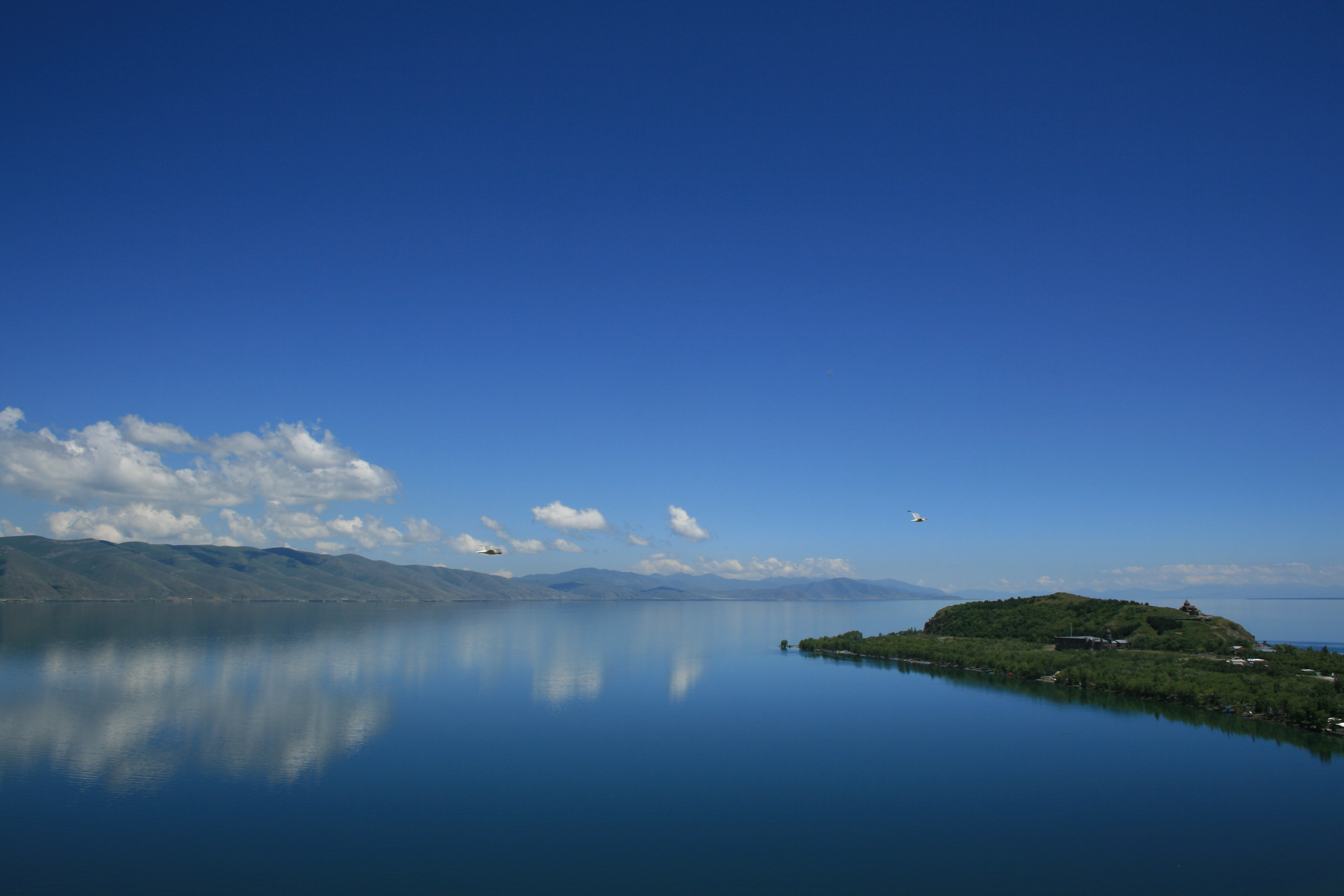
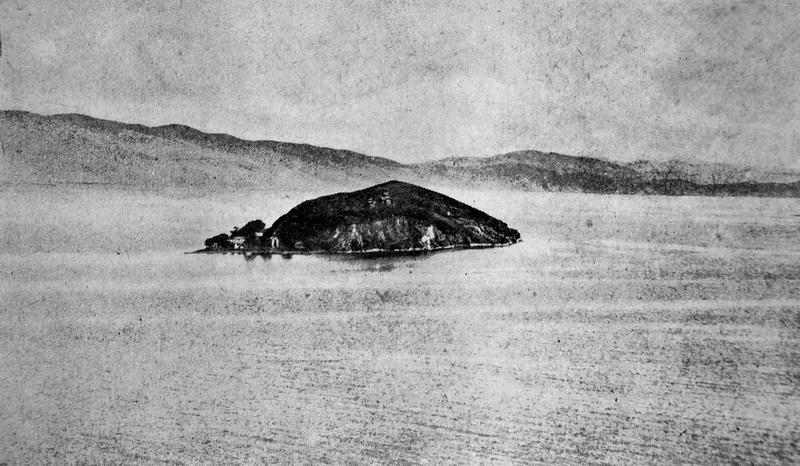
Севанський острів у 1937 році